# La Pooglia Tribe
La Pooglia Tribe è l'album di debutto del collettivo hip hop pugliese Pooglia Tribe, pubblicato nel 2000 e prodotto dalla Funky Spaghetti, casa discografica fondata dagli Articolo 31.

## Tracce
1. Chidd' Cu Core (Torto, L'Egitt, Reverendo, Santecà, Topofante) – 2:20 (musica: Kboard)
2. La Si S'ndut (Topofante, L'Egitt, Brian Farran) – 4:56 (musica: L'Egitt)
3. Senza Problemi (L'Egitt, Reverendo) – 2:58 (musica: L'Egitt)
4. Cime Di Rap (Tony Fine, Tecà, Torto, Reverendo, L'Egitt, Moddi Mc) – 3:38 (musica: Kboard)
5. Manifesto (Sapp'Siane, L'Egitt, Topofante, Tony Fine) – 5:19 (musica: Tony Fine)
6. Ben Venga (Tecà, Santecà) – 4:39 (musica: Fuso)
7. Un Giro In Pedalo' Da Saturo A Gandoli (Reverendo, Moddi Mc, Toorbo Yamabushi) – 2:45 (musica: Kboard)
8. Dada' Dedu' (Tony Fine, Torto, Reverendo, Tecà, Moddi Mc, L'Egitt) – 3:45 (musica: Kboard)
9. Alza Le Tue Mani (Lozio, Reverendo, L'Egitt) – 4:03 (musica: Kboard, Lozio, L'Egitt)
10. Qui San Giovanni Rotondo (Tony Fine, Sapp'Siane) – 2:29 (musica: Tony Fine)
11. Microfono, Cima E Cartina (Zizzed, Kosmisky, Mostrino, Tony Fine) – 6:04 (musica: Kboard)
12. Quatt' E Na Lira (Santecà, Tecà, Toorbo Yamabushi) – 3:58 (musica: Fuso)
13. Malati (Torto, Tecà, Reverendo) – 3:42 (musica: Kboard)
14. Cime Di Rap (Fine'sp Remix) (Tony Fine, Torto, Reverendo, Tecà, Moddi Mc, L'Egitt) – 4:18 (musica: Tony Fine)